# Busso von Müller
Busso von Müller, auch: von Mueller, (* 1967 in Hamburg; † 5. Januar 2016 in Berlin) war ein deutscher Regisseur und Kameramann.

## Leben und Werk
Busso von Müller begann seine Karriere als Regieassistent am Theater, an der Oper und beim Fernsehspiel des Hessischen Rundfunks. Nach einem Studium für Film- und Medienkunst an der Hochschule für Gestaltung Karlsruhe, wechselte er 1994 an die Deutsche Film- und Fernsehakademie Berlin in den Fachrichtungen Regie und Kamera. Dort unterrichtete er später auch als Dozent.
Er arbeitete als freiberuflicher Kameramann und realisierte mit der Filmeditorin und Regisseurin Julia Albrecht eigene Filme, insbesondere Dokumentarfilme.
Er war mit Julia Albrecht verheiratet und lebte mit ihr und ihrer gemeinsamen Tochter in Berlin.

## Filmografie

### Regie
- 2001: Chapters Of Hongkong (auch Kamera)
- 2007: Shanghai Fiction (auch Kamera)

### Kamera
- 2003: Happy Family (Dokumentarfilm)
- 2003: Tatort: Mutterliebe
- 2003: Good Morning Hanoi (Dokumentarfilm)
- 2004: Tatort: Heimspiel
- 2005: 3° kälter
- 2005: Kein Himmel über Afrika
- 2006: Stolberg (Folge: Du bist nicht allein)
- 2007: Die Anwälte
- 2007: Durch Himmel und Hölle
- 2007: Weiße Lilien
- 2009: Der verlorene Sohn
- 2009: Kinder des Sturms
- 2009: Liebe und andere Gefahren
- 2010: Kongo
- 2011: Das Duo – Der tote Mann und das Meer
- 2014: Die Fahnderin
- 2014: Der letzte Kronzeuge – Flucht in die Alpen